# Abbaye Saint-Georges-du-Bois
L’abbaye de Saint-Georges-du-Bois est une ancienne abbaye de chanoines réguliers des ordres successivement Bénédictins, Prémontré et de nouveau de moines bénédictins, fondée entre 532 et 543, par le roi Childebert Ier, située à Saint-Martin-des-Bois dans le Loir-et-Cher.

## Histoire

### Des débuts obscurs
L’abbaye aurait été fondée entre 532 et 543 par le roi Childebert Ier et la reine Ultrogothe qui font don du lieu à l’évêque Innocent du Mans, dans la forêt de gâtine. Le monastère est restauré par l’évêque du Mans Aiglibert, qui y établit 60 moines bénédictins, c’est probablement à cette évêque que l’on doit l’appelation Saint-Georges,. L’abbaye tombe dans des mains laïques au VIIIe siècle.
Elle fut ensuite détruite par les vikings au Xe siècle, et les moines quittèrent alors les lieux sans plus y revenir.

### La restauration auXIesiècle

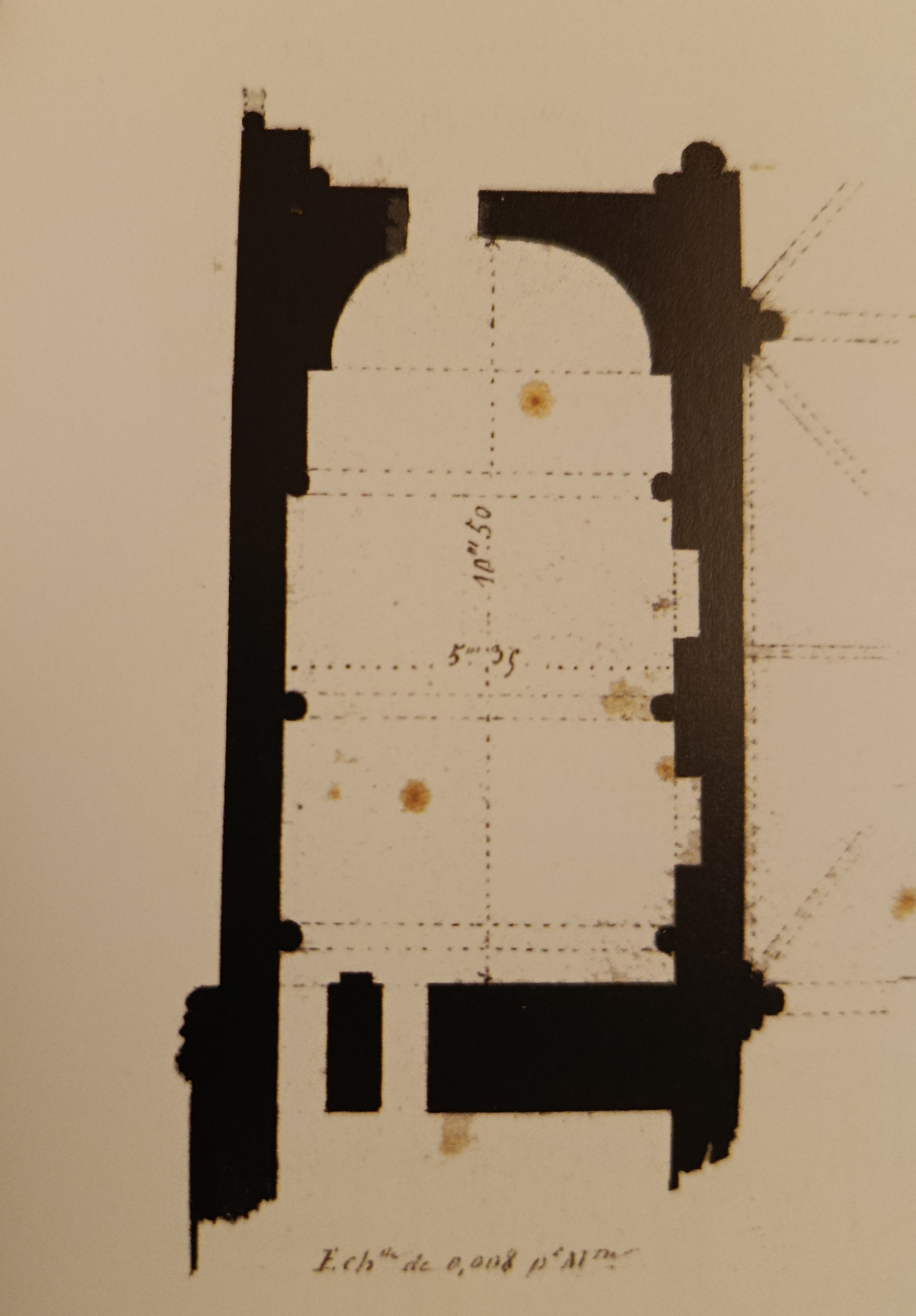
Chapelle primitive de l'abbaye

Deux hypothèses se font face quant à la redynamisation du monastère au XIe siècle selon Dominique Barthélemy :
- La première, soutenue par Raoul Barré de Saint-Venant, est que l’abbaye fut restaurée vers 1045 par Geoffroy Martel, alors comte de Vendôme, en réédifiant l’abbaye, en lui donnant ou confirmant divers biens qu'elle possédait.

- La seconde, soutenue par le chanoine du Bellay (chanoine de la collégiale Saint-Georges de Vendôme au XVIIe siècle) veut que, sous Bouchard III de Vendôme, les chanoines de la collégiale Saint-Georges du château de Vendôme, aient débatu quant à leur condition de religieux, certains voulant être dans la règle (chanoines réguliers) donc dirigés par un abbé, et d’autres voulant rester des chanoines séculiers : le second parti, soutenu par le comte l’emporta, les séculiers restèrent alors sur place, alors que les réguliers partirent pour Saint-Georges du Bois, tout en partageant les biens

L’hypothèse soutenue par Barthélemy est la seconde car « tout à fait en accord avec l’histoire religieuse du second XIe siècle ».
Ainsi l’abbaye aurait été réoccupée vers 1075/1085 par l’arrivée de chanoines réguliers de Saint-Georges de Vendôme.
Vers 1100, l’abbaye sert de lieu de rencontre à Hildebert de Lavardin, évêque du Mans, Hamelin II de Montoire et un moine de l’abbaye de la Trinité de Vendôme pour négocier un conflit alors en cours.
Un acte d’Hildebert de Lavardin, daté d’entre 1105 et 1124, prévoit de rattacher l’abbaye à celle de Marmoutier à Tours, à cause de fautes de l’abbé Mathieu. L’évêque veut redonner à l’abbaye sa dignité passée. Il a fait donc appel à des clercs retirés en solitaire et préfère voir des chanoines de Saint-Augustin dans le lieu, pour restaurer l’ordre monastique, qui laissait alors place un érémitisme autonome et « sauvage ». Il remet alors le pouvoir à l’abbé Guillaume de Marmoutier. Cependant cet acte ne fut pas suivi d’effet, et c’est précisément à cette période que le monastère se mit à prospérer. Le patrimoine de l’abbaye est constitué par les paroisses les plus récentes de la région.
En 1187 le comte Bouchard IV de Vendôme cède à l’abbaye sa prébende qu’il possède en l’église Saint-Genest de Lavardin,
En 1370, Bouchard VII de Vendôme donna aux chanoines de l’abbaye une place au bourg de Lavardin pour qu’ils puissent y construire une maison et s’y retirer en cas de danger.
Une chapelle dite de Prendpinçon existait dans l’abbatiale, fondée probablement par deux frères de ce nom au XIVe siècle.
Lorsque Louis de Bourbon-Vendôme, évêque d'Avranches (fils légitimé de Jean VIII de Bourbon, comte de Vendôme), eut l’abbaye en commende, entre 1508 et 1510 année de sa mort, il effectua divers travaux d’au moins 50£.t., ceci concerne peut-être le logis abbatial, reconstruit vers cette période-là.
En 1515, Charles de Latousche, son successeur, fit installer une nouvelle cloche comme l’atteste son nom gravé dessus .
En 1550 il y avait encore 11 religieux dans l’abbaye.
Mais en 1577, l’abbé Geoffroy Charlet se plaint au roi de la pauvreté de son abbaye.
Le monastère périclite, à tel point qu’il ne reste plus qu’un seul moine en 1720.

### 1726: la reprise par l’ordre des Prémontré
Pour tenter de pallier cette décadence l’abbaye est reprise par des chanoines de l’ordre des Prémontré en 1726. Cependant cette reprise ne fut pas très florissante puisque seulement 4 religieux étaient dans l’abbaye en 1780, réduit encore à 2 à la Révolution.

### De la révolution à 2001: un château de campagne

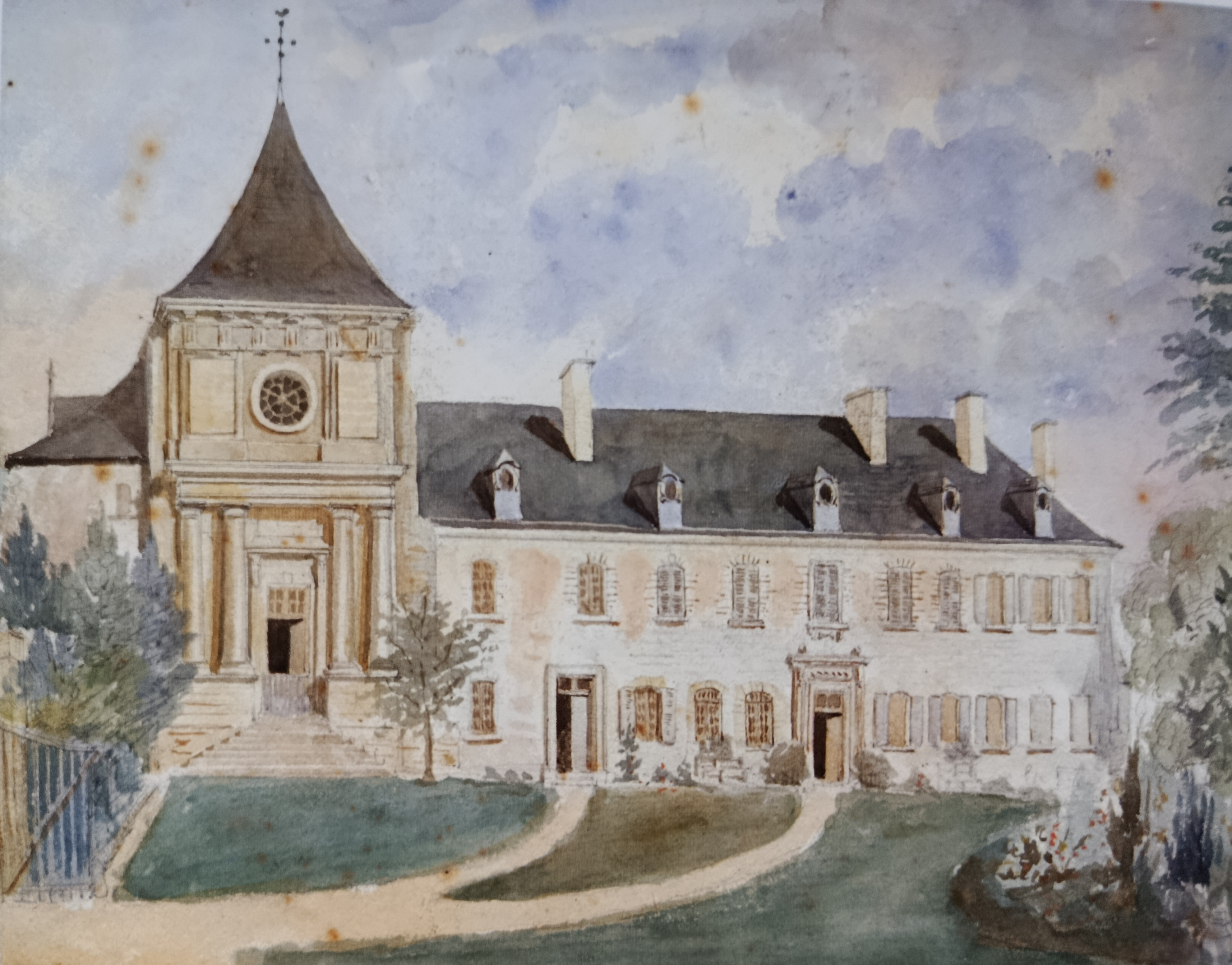
Le château de Saint-Georges-du-Bois par Gervais Launay en 1845

A la Révolution, en 1791, les bâtiments de l’abbaye avec sa grange dîmière sont vendus comme biens nationaux pour la somme de 61 800 £.t. La chapelle Saint-Mérault, à proximité, ainsi que les terres à proximité, sont vendus pour 24  300 £.t. L’abbaye fut alors acquise par Jean-Sébastien, marquis de Querhoent-Montoire en 1792,. En 1804, l’église, qui avait été exclue de la vente, fut à son tour vendue au marquis. Celui-ci en fit sa résidence et effectua de nombreux travaux dans l’ancienne abbaye pour en faire un château. Il abattit les deux premières travées de l ‘église qui menaçait ruine, ainsi que trois des quatre ailes du cloître, ne conservant que la plus habitable. Il fit ainsi construire une nouvelle façade à la chapelle, dans un style néo-classique. C’est à lui que l’on doit le bâtiment tel qu’il nous apparaît aujourd’hui.
Il décède dans son château le 10 septembre 1821, et est enterré dans l’église de l’ancienne abbaye.
Son fils Émile-Auguste, en hérite ainsi que les ruines du château de Lavardin lors du partage avec ses frères et sœurs, il décède en 1838 et est inhumé près de son père. Il eut trois filles, toutes nées au château Saint-Georges, celles-ci vendirent alors le château de leur père et ses dépendances, le 18 novembre 1838 à Jean-Baptiste-Léon Valin ; cette famille revendit le château le 5 décembre 1848 à Marie-Jean-Gaston de Gestas, dont la famille revendit le lieu vers 1865 à Éloi-Léon Le Vassor d’Yerville qui le revendit vers 1900 à Jacques-Maurice de Maupas.
En 1924 le château appartient à Alfred Spoerry qui fait inscrire la salle capitulaire et la chapelle de l’ancienne abbaye à l’inventaire supplémentaire des Monuments Historiques. Ses héritiers vendent le domaine aux Charpentier-Hyacinthe, qui maintinrent le domaine en état. Sans héritier direct, les propriétaires ont légué le château à l’évêché de Blois en 1999, s’inscrivant ainsi dans l’ancienne vocation du bâtiment, le legs étant fait de telle sorte que le bâtiment reste à vocation religieuse « autant que possible »,.
Les restes de l'abbaye, particulièrement l'église abbatiale et la salle capitulaire, sont inscrits au titre de monuments historiques par arrêté du 8 mai 1939.

### 2001 à aujourd’hui

#### Le retour de moines à l’abbaye
L’évêché de Blois demanda alors à des Bénédictins, dépendant de Flavigny et venant de Nogent-le-Rotrou, de s’établir dans l’abbaye renaissante.
Ils sont huit moines à arriver dans les lieux, dont le père abbé est frère Dominique, ceci restaurent une partie des communs dès juillet 2001.
Malgré tout, l’abbaye n’héberge sous son toit en 2020 plus que 2 moines. Il est décidé que ceux-ci rejoignent leur congrégation de Flavigny fin mars 2020.
Se pose alors la question de l’avenir de l’abbaye qui, selon les anciens légataire, ne doit avoir qu'une vocation religieuse.
Le diocèse de Blois émet alors l’idée de faire de l’abbaye un centre d’accueil diocésain, centre spirituel et lieu de rencontre pour tous.

#### Incendie
Le 21 décembre 2022, vers 9h45, l’abbaye est victime d’un incendie d’origine inconnue, celui-ci touche l’aile attenante à l’église (la dernière galerie du cloître subsistante réaménagée et en château au XIXe siècle). 41 pompiers sont intervenus, le feu est maîtrisé à 11h45, mais la totalité de la toiture de 700 m² est partie en fumée, la chapelle est quant à elle épargnée.
À la suite de l'incendie, un appel aux dons est lancé, le site est sécurisé et fermé au public.
Le 13 mai 2023, le conseil presbytéral du diocèse décide à l’unanimité de vendre plusieurs biens du diocèse, dont l’abbaye Saint-Georges. Les responsables du site, Anne et Patrick Valo, sont alors opposés à cette vente qui va à l’encontre de la volonté des derniers propriétaires.
Mais pour que la vente soit effective,  elle doit être validée par le conseil pour les affaires économiques, et l’association qui gère le centre d’accueil, hors ceux-là ne souhaitant pas vendre le domaine, la vente est bloquée. Le conseil économique du 15 juin 2023 s’est prononcé en faveur d’un moratoire d’un an pour la vente du domaine, permettant d’analyser chaque enjeu.
En janvier 2025 le diocèse de Blois n’a toujours pas décidé de l’avenir de l’abbaye.

## Architecture

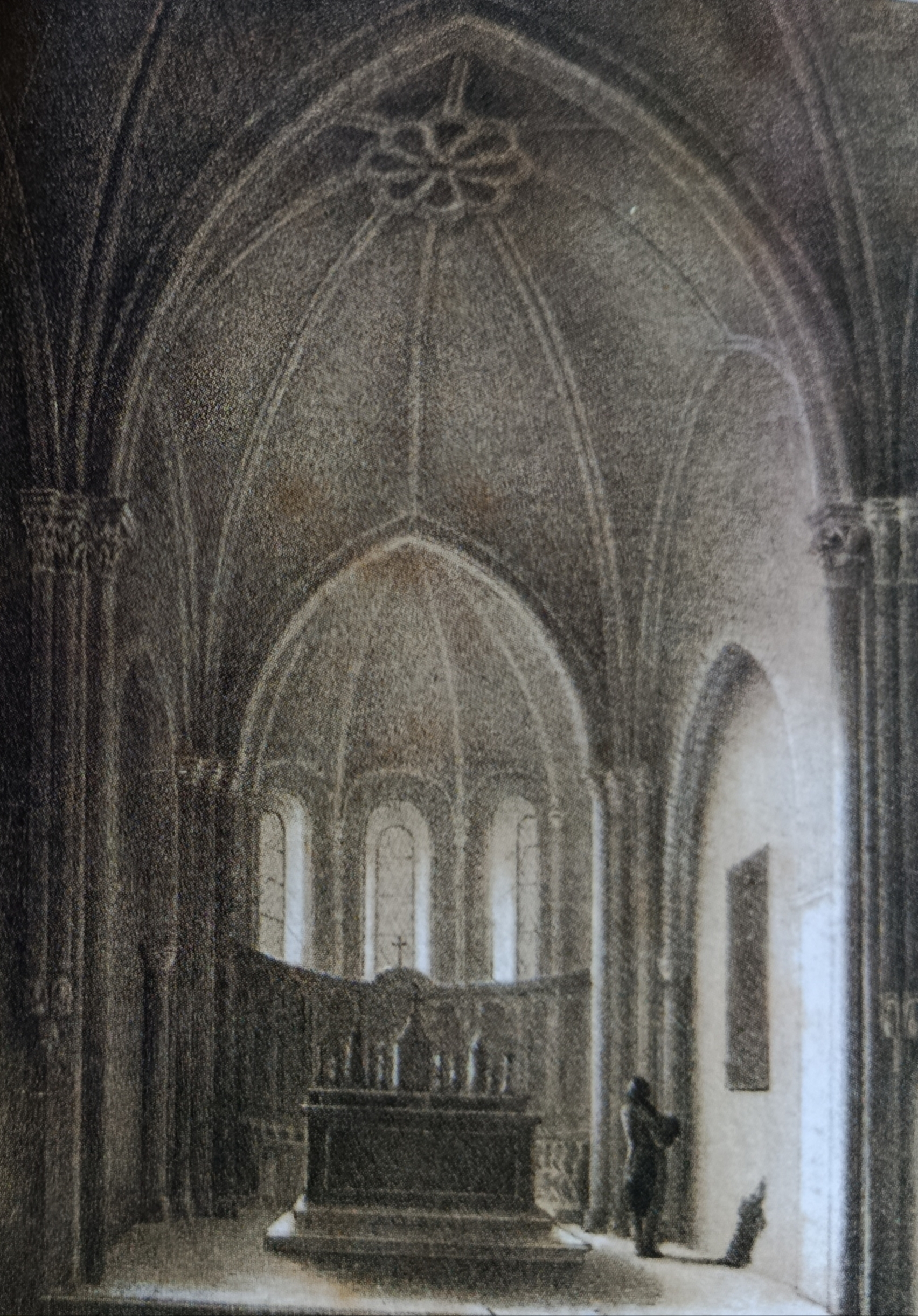
Chœur de l'abbatiale de Saint-Georges-du-Bois en 1845, par Gervais Launay

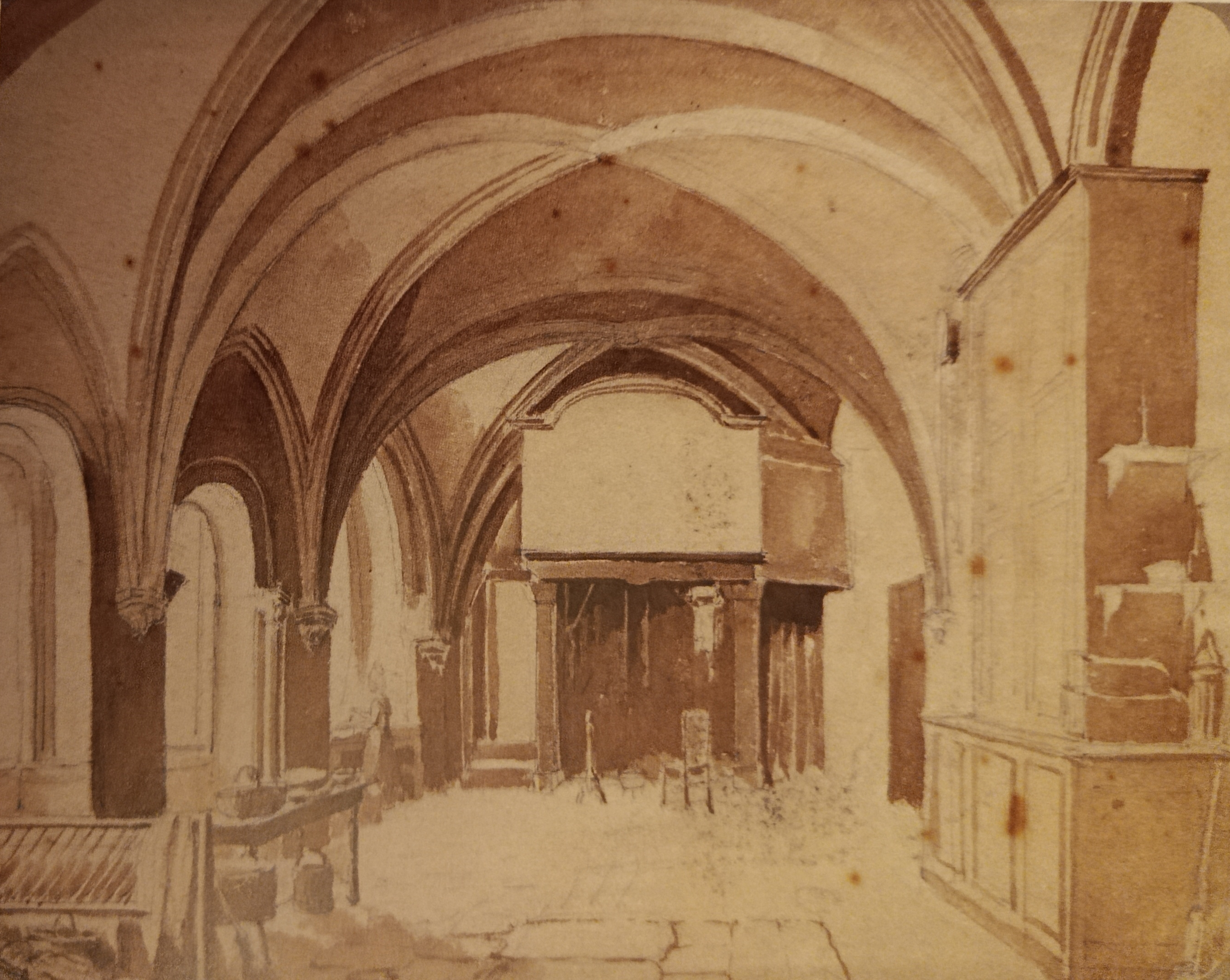
Salle capitulaire de l'abbaye Saint-Georges-du-Bois par Gervais Launay

L’église actuelle date du XIIe siècle et se compose d’une nef réduite à une seule travée, le carré du transept et une abside semi-circulaire. Une chapelle plus ancienne flanque au nord la nef. L’ancien transept sud est transformé en sacristie, alors que celui du nord est une chapelle à absidiole. Le tout voûté d’ogives dans le style du gothique angevin
Le bâtiment restant du cloître, formant le château, mesure 43 m de longueur sur 9,20 m de largueur, ce bâtiment renferme l’ancienne salle capitulaire.

## Listes des abbés
Liste non exhaustive
- Vers 1120 : Matthieu[26]
- 1123 : Petrus Ier
- 1146 : Odo, ou Eudes Ier
- 1187 : Briccius
- 1195 : Gaudrieux
- 1218 : Radulfus
- 1243 : Petrus II
- 1293 : Guillelmus 1er
- 1308 : Odo II de Beaurevouer
- 1341 et 1361 : Johannes Ier
- 1362 : Guillelmus II
- 1409 : Johannes II (Jean de Lavardin en 1427 ?)
- 1456 : Mathieu II ou Macé Girard
- 1488 et 1497 : Gilles Aubrée

### Abbés commendataires
- 1508-1510 : Louis de Bourbon-Vendôme, évêque d'Avranches, également abbé de Savigny[11].
- 1515 : Charles de Latousche
- 1530 : Pierre de Vérelle
- 1550 : François du Bourg, évêque de Rieux.
- 1577 : Geoffroy Charlet, conseiller et aumônier du roi en 1570.
- 1593 et 1610 : François-Pierre Charlet
- Vers 1630 : Raoul ou Noël Favier, aumônier du roi, chapelain de la Sainte-Chapelle  de Paris en 1622.
- Vers 1640 : Jacques Favier
- 16?? : Jacques le Bossu, clerc parisien, seigneur de Charenton en 1645.
- 1721 : Jean-Baptiste le Bossu, seigneur de Charenton en 1670.
- 1721-1740 : Dominique-François Hamon des Roches, prieur de Chaumont-sur-Loire
- 1740 et 1743 : N. de Launoy
- 1763 : Marie-Augustin de Pujola, vicaire général de Blois
- 1790 : Guillaume-Alexandre de Juglart du Tillet, vicaire général de Bourges
- 2001-2020 : Dominique

## Les possessions de l’abbaye
Liste non exhaustive

### Les églises
- Les églises Saint-Pierre et Saint Martin-du-Bois
- Le prieuré puis simple paroisse de l’église Saint-Genest de Lavardin
- L’église de Saint-Jacques-des-Guérets
- L’église de Saint-Arnoult
- L’église Saint-Georges de Villiersfaux
- L’église d’Épiais
- L’église Saint-Fimin de Saint-Firmin-des-Prés
- L’église d’Espéreuse
- Le prieuré de Saint-Rimay
- L’église Saint-Jacques de Lisle
- L’église du Rouillis (cédée à l’abbaye de la Trinité de Vendôme en 1148).
- L’église Sainte-Anne de Montreuil-le-Henri
- L’église Saint-Lubin de Vendôme
- Le prieuré Saint-Pierre-la-Motte de Vendôme

### Biens connu par un aveu fait aucomte de VendômeJean VIIIen 1463
- La métairie de Villavard[27]
- Environs 100 septerées de terre et 12 arpents de pré vers la rivière de Villebazin
- La métairie de la Chanoinerie en Saint-Martin-des-Bois, et 80 septerées de terre et 6 arpents de bois
- La métairie de l’Angélière en Saint-Jacques-des-Guérets, 25 septerées de terre et deux arpents de pré
- La métairie de la Grange d’Assé, 40 septerées en non valoir
- La métairie de la Vau, 30 septerées et 2 arpents de pré vers la fontaine de la Vau
- 2 aprents de pré vers Saint-Étienne-du-Bois sur le Marderon
- La place d’un moulin sur le Marderon
- 60 arpents de bois
- L’étang de Huchepoche et la place d’un moulin
- L’Aitre de la Chauvallerie